# Сан-Марино на пісенному конкурсі Євробачення
Сан-Марино дебютувало на Пісенному конкурсі «Євробачення» у 2008 році та брало участь 14 разів. Країна відмовлялась від участі у 2009 та 2010 роках через фінансові труднощі. Уперше Сан-Марино пройшло кваліфікацію до фіналу Євробачення у 2014 році. Валентина Монетта представляла країну у 2012, 2013 та 2014 роках, що зробило її першою співачкою, яка брала участь у трьох конкурсах Євробачення поспіль після 1960-х років. Найкращим результатом Сан-Марино вважається 19-е місце у фіналі, яке здобув Серхат з піснею «Say Na Na Na» у 2019 році. Найгірший результат — останнє  місце у півфіналах 2008, 2017 та 2023 років.

## Історія участі

### 2008–2014
Сан-Марино дебютувало на пісенному конкурсі «Євробачення» у 2008 році. Для свого першого виступу SMRTV прагнув провести внутрішній відбір, обравши гурт Miodio з піснею «Complice». Дебют виявився невдалим, оскільки пісня зайняла останнє місце в першому півфіналі та не пройшла у фінал, отримавши лише п’ять балів. У червні 2008 року Міністр культури Сан-Марино оголосив, що країна має надію взяти участь у Євробаченні 2009, однак згодом країна відмовилась від участі, посилаючись на фінансові труднощі. Сан-Марино відмовилося від участі у Євробаченні 2010 через ті ж причини.
Після двох років відсутності, Сан-Марино повернулося на конкурс у 2011 році. Представницею країни стала італійська співачка Сеніт з піснею «Stand By», яка зайняла 16-е місце у першому півфіналі та отримала 34 бали, тим самим не пройшовши у фінал.
З 2012 до 2014 року країну представляла Валентина Монетта, що зробило її першою співачкою, яка брала участь у трьох конкурсах поспіль після Удо Юргенса, який представляв Австрію у 1964, 1965 та 1966 роках. Пісні «The Social Network Song» у 2012 та «Crisalide (Vola)» у 2013 роках у виконанні Монетти не змогли пройти у фінал. Однак у 2014 році Монетта стала першою учасницею від Сан-Марино, яка змогла потрапити до фіналу, де посіла 24-е місце з піснею «Maybe» та отримала 14 балів.

### 2015–2019
У 2015 році країну представляли Мікеле Перніола та Аніта Сімончіні. Раніше вони були представниками Сан-Марино на Дитячому пісенному конкурсі Євробачення у 2013 та 2014 роках відповідно. У другому півфіналі конкурсу у Відні їхня пісня «Chain of Lights» посіла 16-е місце та не кваліфікувалася до фіналу.
У першому півфіналі Євробачення 2016 турецький співак Серхат з піснею «I Didn’t Know», який представляв Сан-Марино, посів 12-е місце із 68 балами та не пройшов у фінал. У 2017 році Валентина Монетта знову стала учасницею країни на конкурсі. У дуеті з Джиммі Вілсоном їхня пісня «Spirit Of The Night» фінішувала останньою у другому півфіналі та отримала лише 1 бал від Німеччини. Після цього результату виникли сумніви щодо участі країни у конкурсі, однак у жовтні 2017 року SMRTV оголосив про участь у Євробаченні 2018. Представницями в Лісабоні стали Джессіка та Дженіфер Бренінг з піснею «Who We Are». У другому півфіналі вони зайняли 17-е місце з 28 балами та не пройшли у фінал.
У 2019 році Серхат вдруге представляв Сан-Марино на Євробаченні з піснею «Say Na Na Na». У першому півфіналі співак зайняв 8-е місце зі 150 балами та пройшов до фіналу,  де посів 19-е місце з 77 балами, здобувши найкращий результат країни на цей час. 

### 2020–2024
У 2020 році країну мала представляти Сеніт із піснею «Freaky!», однак через пандемію COVID-19 конкурс було скасовано. Наступного року співачка залишилася представницею Сан-Марино для Пісенного конкурсу Євробачення 2021. Сеніт у дуеті з американським репером Flo Rida з піснею «Adrenalina» потрапили до фіналу та отримали 50 балів, зайнявши 22-е місце з 26 фіналістів.
У другому півфіналі конкурсу 2022 року, італійський співак Акілле Лауро з піснею «Stripper» посів 14-е місце, отримавши 50 балів та не потрапив до фіналу. У 2023 році італійський гурт Piqued Jacks фінішував останнім у другому півфіналі з піснею «Like an Animal» та не отримав жодного балу. Це перший виступ Сан-Марино на Євробаченні, який отримав нуль балів. У 2024 році країну представляв іспанський рок-гурт Megara. Їхня пісня «11:11» не пройшла до фіналу та зайняла 14-е місце з 16 балами у другому півфіналі.

## Учасники Євробачення від Сан-Марино
Умовні позначення
     Переможець
     Друге місце
     Третє місце
     Четверте місце
     П'яте місце
     Останнє місце
     Не пройшла до фіналу
     Участь скасовано
     Не брала участі
| Рік                               | Місце проведення | Виконавець                          | Мова                  | Пісня                     | Переклад                   | Фінал                            | Фінал                            | Півфінал                         | Півфінал                         |
| Рік                               | Місце проведення | Виконавець                          | Мова                  | Пісня                     | Переклад                   | Місце                            | Бали                             | Місце                            | Бали                             |
| --------------------------------- | ---------------- | ----------------------------------- | --------------------- | ------------------------- | -------------------------- | -------------------------------- | -------------------------------- | -------------------------------- | -------------------------------- |
| 2008                              | Белград          | MiOdio                              | італійська            | «Complice»                | Співучасниця               | Не вдалося кваліфікуватися       | Не вдалося кваліфікуватися       | 19-е                             | 5                                |
| Не брало участь у 2009-2010 роках |                  |                                     |                       |                           |                            |                                  |                                  |                                  |                                  |
| 2011                              | Дюссельдорф      | Сеніт                               | англійська            | «Stand By»                | Бути поруч                 | Не вдалося кваліфікуватися       | Не вдалося кваліфікуватися       | 16-е                             | 34                               |
| 2012                              | Баку             | Валентина Монетта                   | англійська            | «The Social Network Song» | Пісня про соціальні мережі | Не вдалося кваліфікуватися       | Не вдалося кваліфікуватися       | 14-е                             | 31                               |
| 2013                              | Мальме           | Валентина Монетта                   | італійська            | «Crisalide (Vola)»        | Лялечка (Лети)             | Не вдалося кваліфікуватися       | Не вдалося кваліфікуватися       | 11-е                             | 47                               |
| 2014                              | Копенгаген       | Валентина Монетта                   | англійська            | «Maybe»                   | Можливо                    | 24-е                             | 14                               | 10-е                             | 40                               |
| 2015                              | Відень           | Мікеле Перніола і Аніта Сімончіні   | англійська            | «Chain of Lights»         | Ланцюг вогнів              | Не вдалося кваліфікуватися       | Не вдалося кваліфікуватися       | 16-е                             | 11                               |
| 2016                              | Стокгольм        | Серхат                              | англійська            | «I Didn't Know»           | Я не знав                  | Не вдалося кваліфікуватися       | Не вдалося кваліфікуватися       | 12-е                             | 68                               |
| 2017                              | Київ             | Валентина Монетта і Джиммі Вілсон   | англійська            | «Spirit Of The Night»     | Дух ночі                   | Не вдалося кваліфікуватися       | Не вдалося кваліфікуватися       | 18-е                             | 1                                |
| 2018                              | Лісабон          | Джессіка Мускат та Дженіфер Бренінг | англійська            | «Who We Are»              | Хто ми                     | Не вдалося кваліфікуватися       | Не вдалося кваліфікуватися       | 17-е                             | 28                               |
| 2019                              | Тель-Авів        | Серхат                              | англійська            | «Say Na Na Na»            | Скажи на-на-на             | 19-е                             | 77                               | 8-е                              | 150                              |
| 2020                              | Роттердам        | Сеніт                               | англійська            | «Freaky!»                 | Дивний!                    | Конкурс скасовано через COVID-19 | Конкурс скасовано через COVID-19 | Конкурс скасовано через COVID-19 | Конкурс скасовано через COVID-19 |
| 2021                              | Роттердам        | Сеніт feat. Flo Rida                | англійська            | «Adrenalina»              | Адреналіна                 | 22-е                             | 50                               | 9-е                              | 118                              |
| 2022                              | Турин            | Акілле Лауро                        | італійська            | «Stripper»                | Стриптизерка               | Не вдалося кваліфікуватися       | Не вдалося кваліфікуватися       | 14-е                             | 50                               |
| 2023                              | Ліверпуль        | Piqued Jacks                        | англійська            | «Like an Animal»          | Як тварина                 | Не вдалося кваліфікуватися       | Не вдалося кваліфікуватися       | 16-е                             | 0                                |
| 2024                              | Мальме           | Megara                              | іспанська, італійська | «11:11»                   | –                          | Не вдалося кваліфікуватися       | Не вдалося кваліфікуватися       | 14-е                             | 16                               |
| 2025                              | Базель           | Габрі Понте                         | італійська            | «Tutta l'Italia»          | Вся Італія                 | 26-е                             | 27                               | 10-е                             | 44                               |

## Пов'язана участь

### Глави делегації
Кожен мовник, який бере участь у Пісенному конкурсі «Євробачення», призначає голову делегації як контактну особу ЄМС та голову своєї делегації на заході. До складу делегації, чиї розміри можуть сильно відрізнятися, входять керівник преси, виконавці, автори пісень, композитори, бек-вокалісти тощо.
| Рік       | Глава делегації      |
| --------- | -------------------- |
| 2008–нині | Алессандро Капічіоні |

### Коментатори та речники
| Рік       | Коментатори                                                                                        | Речники               |
| --------- | -------------------------------------------------------------------------------------------------- | --------------------- |
| 2008      | Лія Фіоріо та Джіджі Рестіво                                                                       | Роберто Моретті       |
| 2009–2010 | Не транслювали                                                                                     | Не брали участь       |
| 2011      | Лія Фіоріо та Джіджі Рестіво                                                                       | Нікола Делла Валле    |
| 2012      | Лія Фіоріо та Джіджі Рестіво                                                                       | Моніка Фаббрі         |
| 2013      | Лія Фіоріо та Джіджі Рестіво                                                                       | Джон Кеннеді О'Коннор |
| 2014      | Лія Фіоріо та Джіджі Рестіво (Італійською) Джон Кеннеді О'Коннор та Джамарі Мілкович (Англійською) | Мікеле Перніола       |
| 2015      | Лія Фіоріо та Джіджі Рестіво (Італійською) Джон Кеннеді О'Коннор (Англійською)                     | Валентина Монетта     |
| 2016      | Лія Фіоріо та Джіджі Рестіво (Італійською) Джон Кеннеді О'Коннор (Англійською)                     | Irol MC               |
| 2017      | Лія Фіоріо та Джіджі Рестіво                                                                       | Лія Фіоріо            |
| 2018      | Лія Фіоріо та Джіджі Рестіво                                                                       | Джон Кеннеді О'Коннор |
| 2019      | Лія Фіоріо та Джіджі Рестіво                                                                       | Моніка Фаббрі         |
| 2021      | Лія Фіоріо та Джіджі Рестіво                                                                       | Моніка Фаббрі         |
| 2022      | Лія Фіоріо та Джіджі Рестіво                                                                       | Labiuse               |
| 2023      | Лія Фіоріо та Джіджі Рестіво                                                                       | Джон Кеннеді О'Коннор |
| 2024      | Лія Фіоріо та Джіджі Рестіво                                                                       | Kida                  |

## Галерея

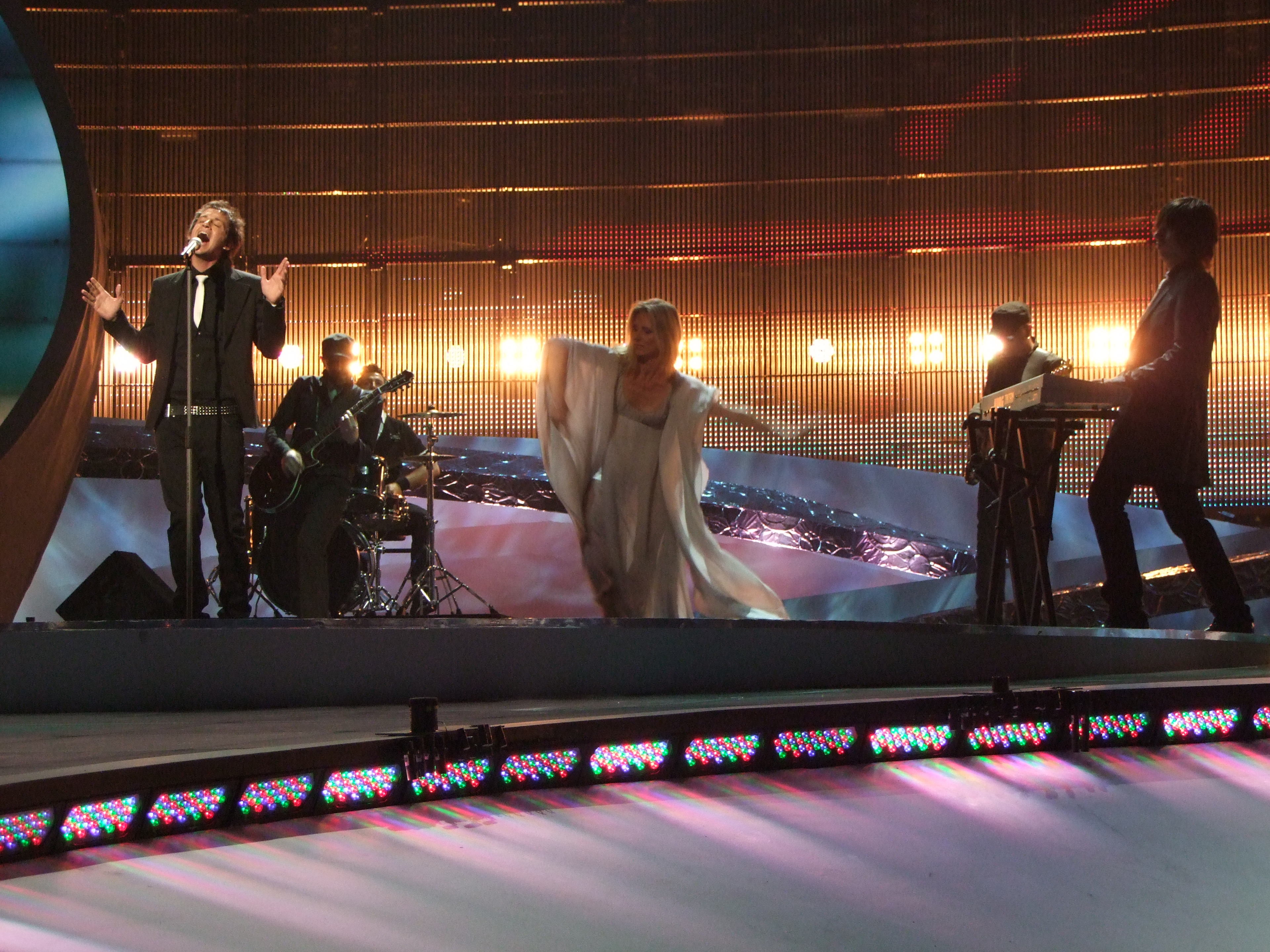
MiOdio у Белграді (2008)
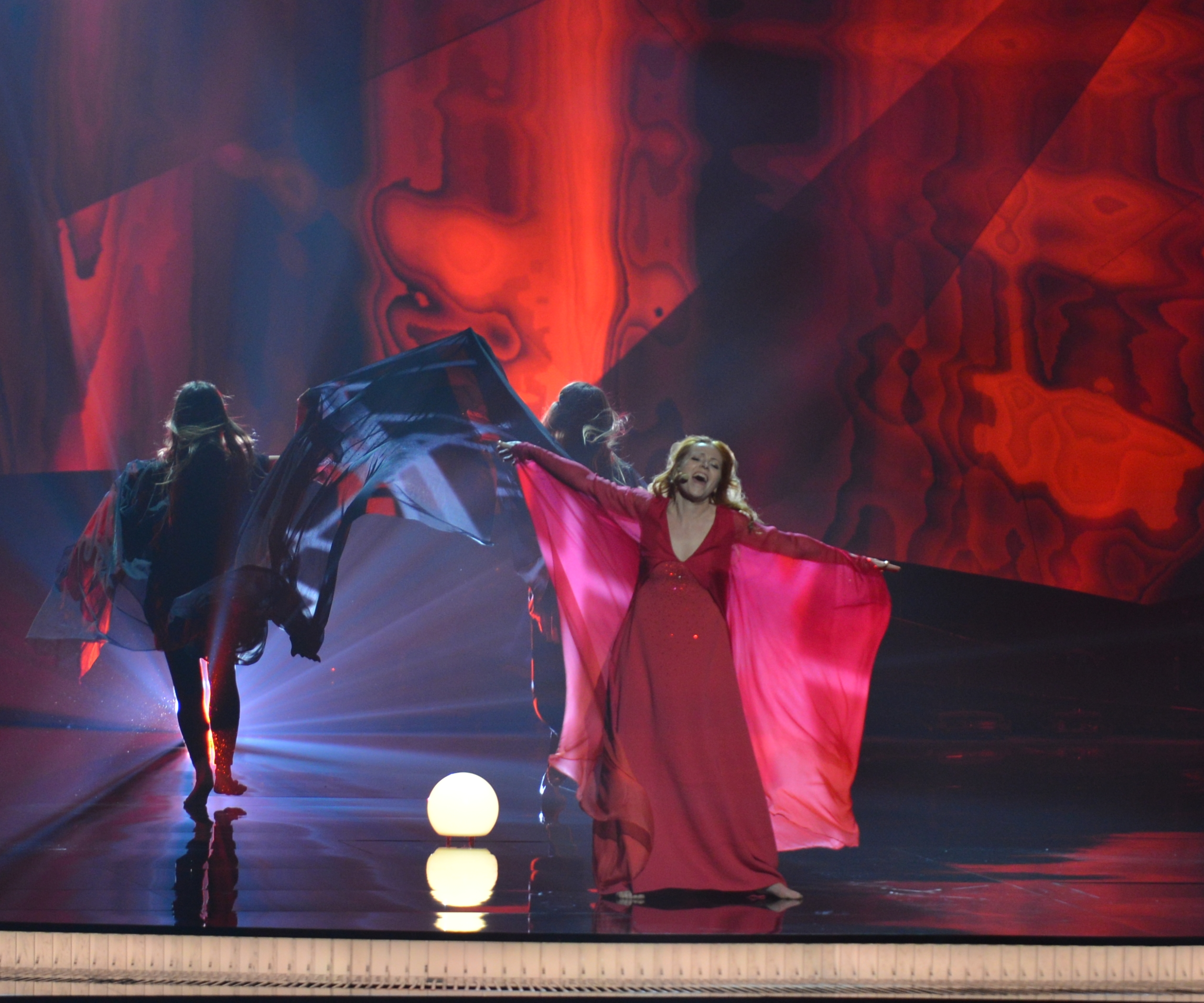
Валентина Монетта в Мальме (2013)
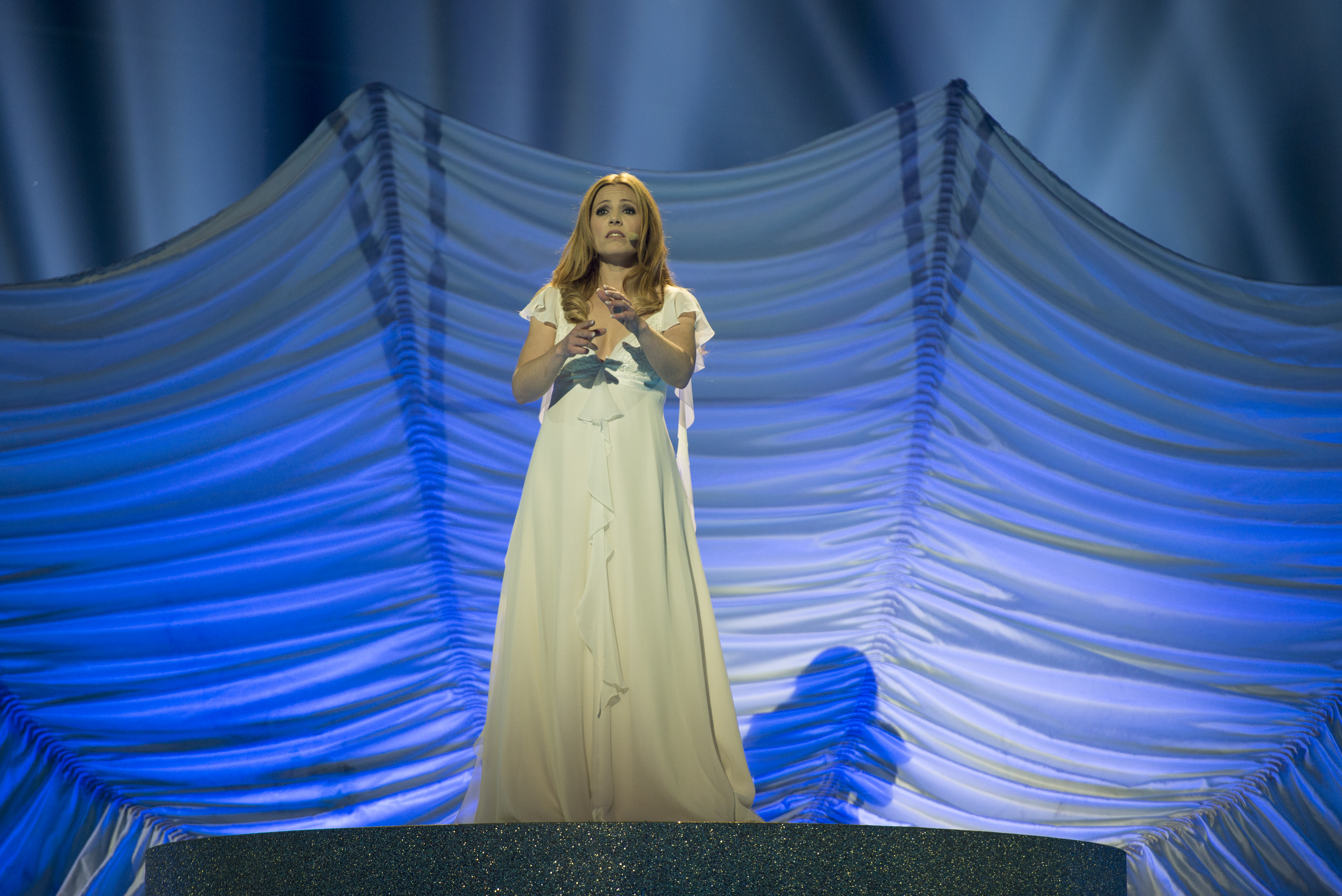
Валентина Монетта у Копенгагені (2014)
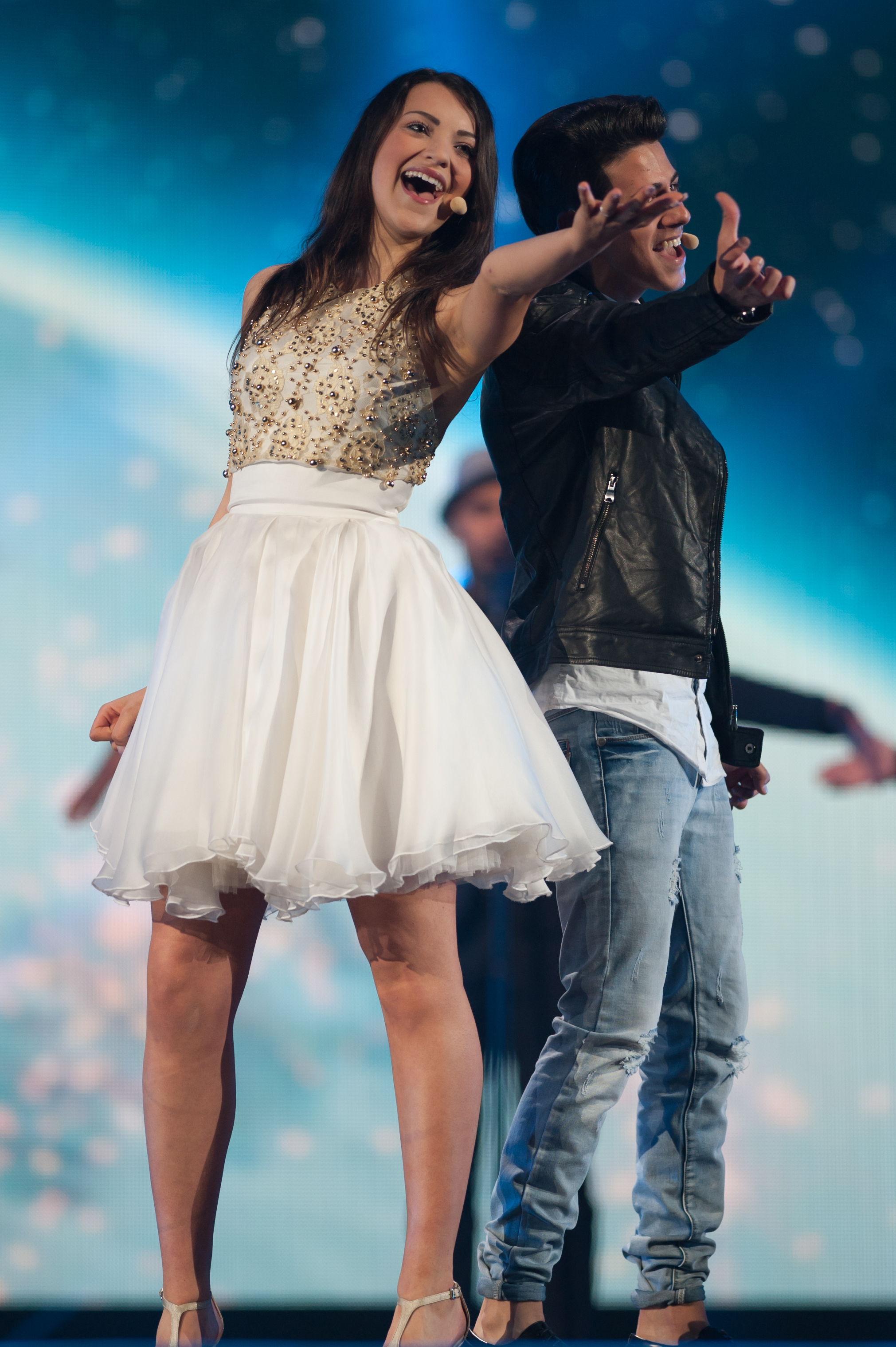
Мікеле Перніола і Аніта Сімончіні у Відні (2015)
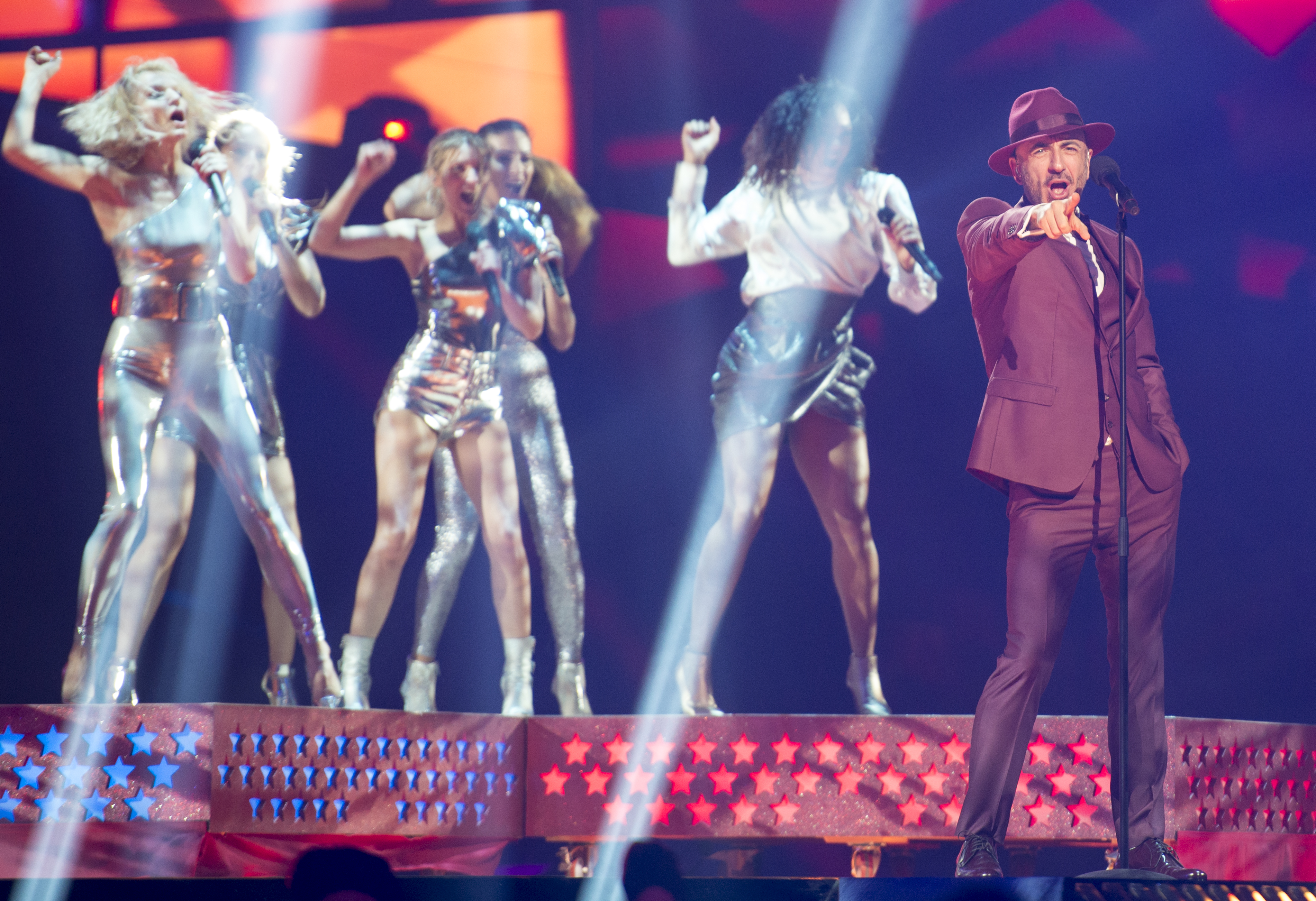
Серхат у Стокгольмі (2016)
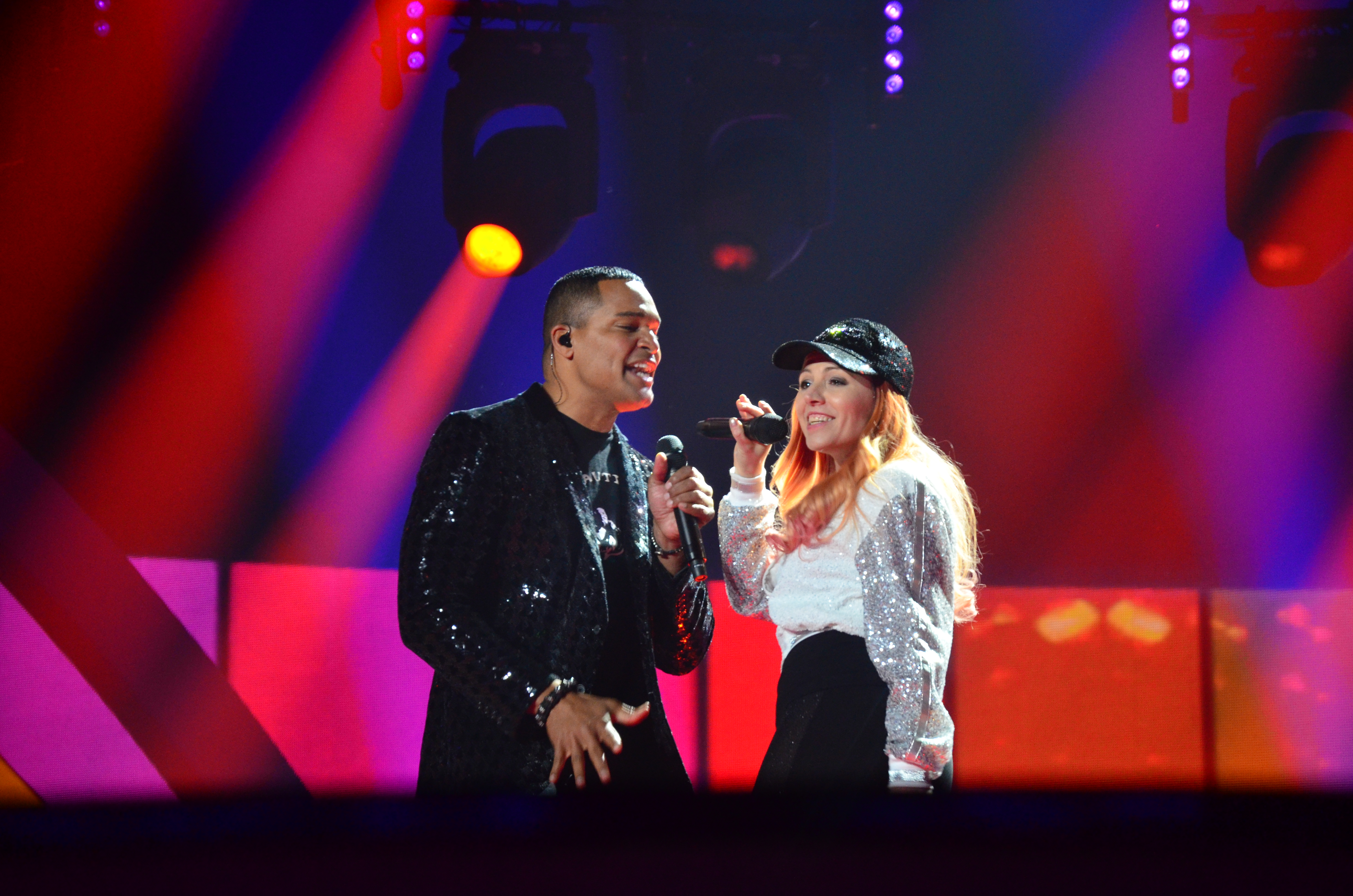
Валентина Монетта і Джиммі Вілсон у Києві (2017)
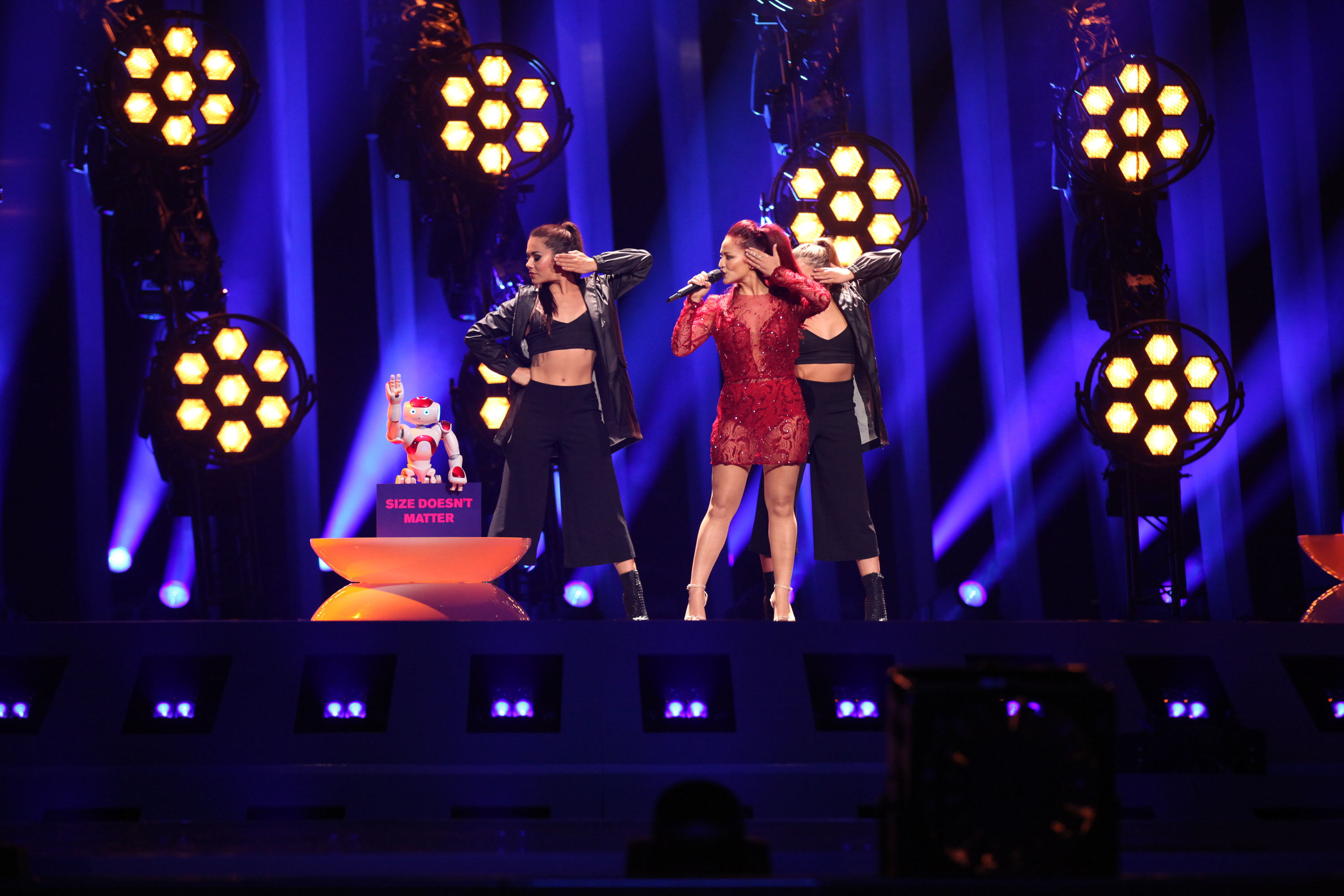
Джессіка та Дженіфер Бренінг у Лісабоні (2018)
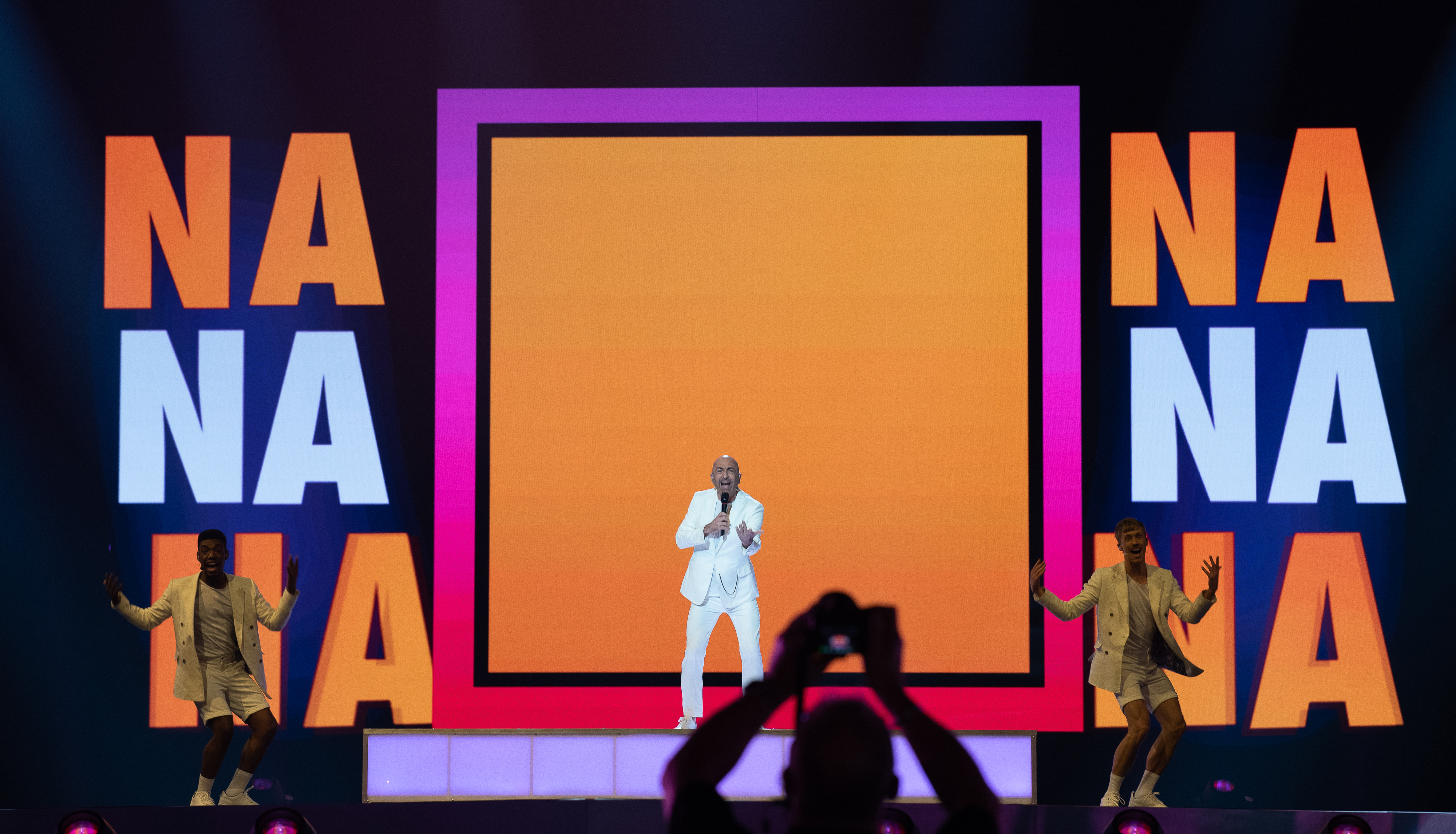
Серхат у Тель-Авіві (2019)
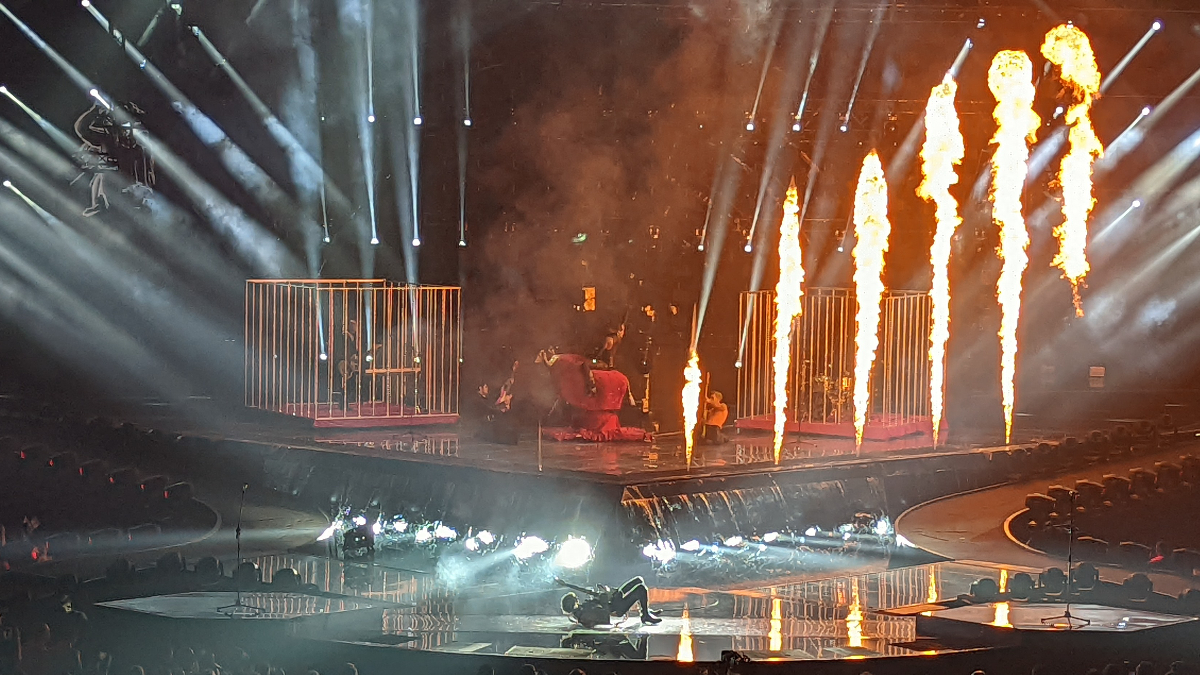
Акілле Лауро у Турині (2022)
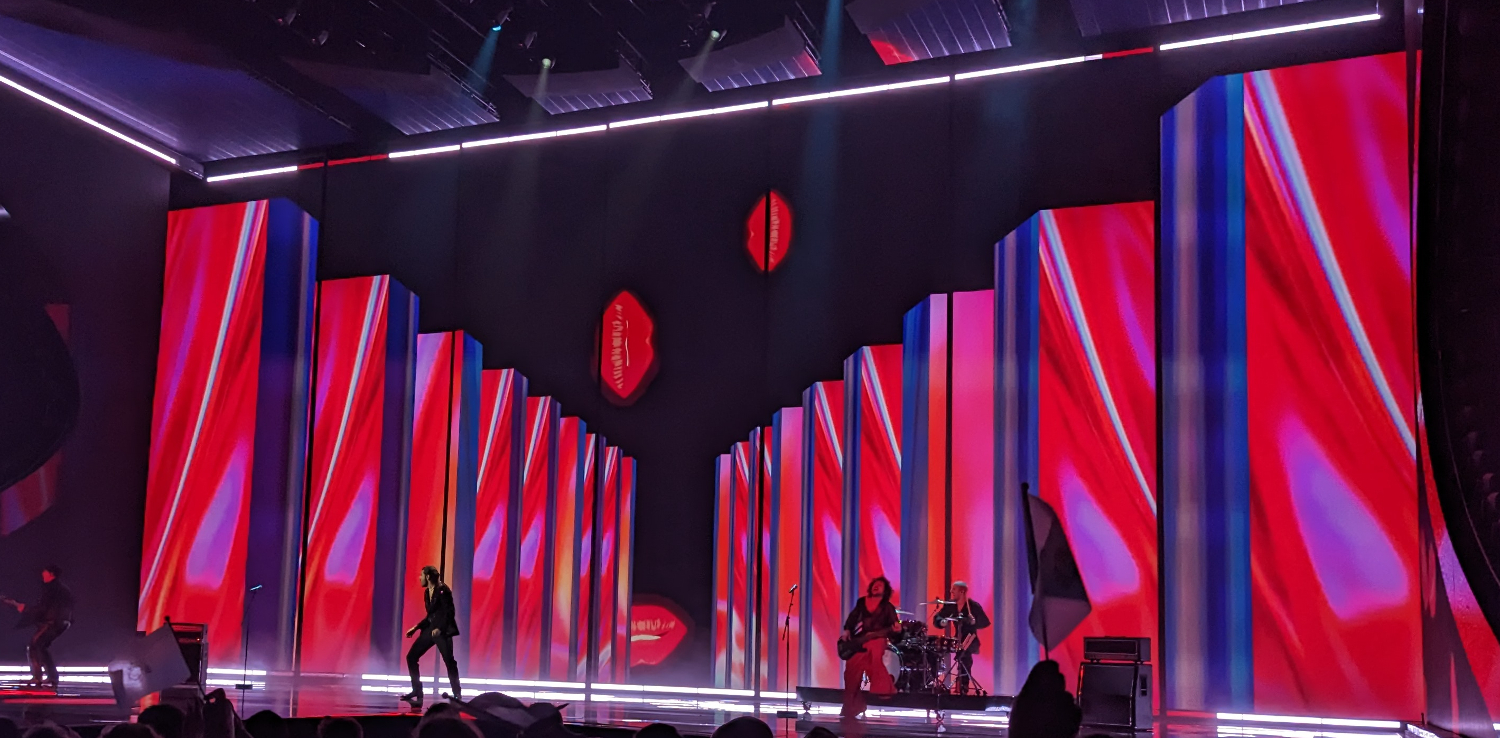
Piqued Jacks у Ліверпулі (2023)
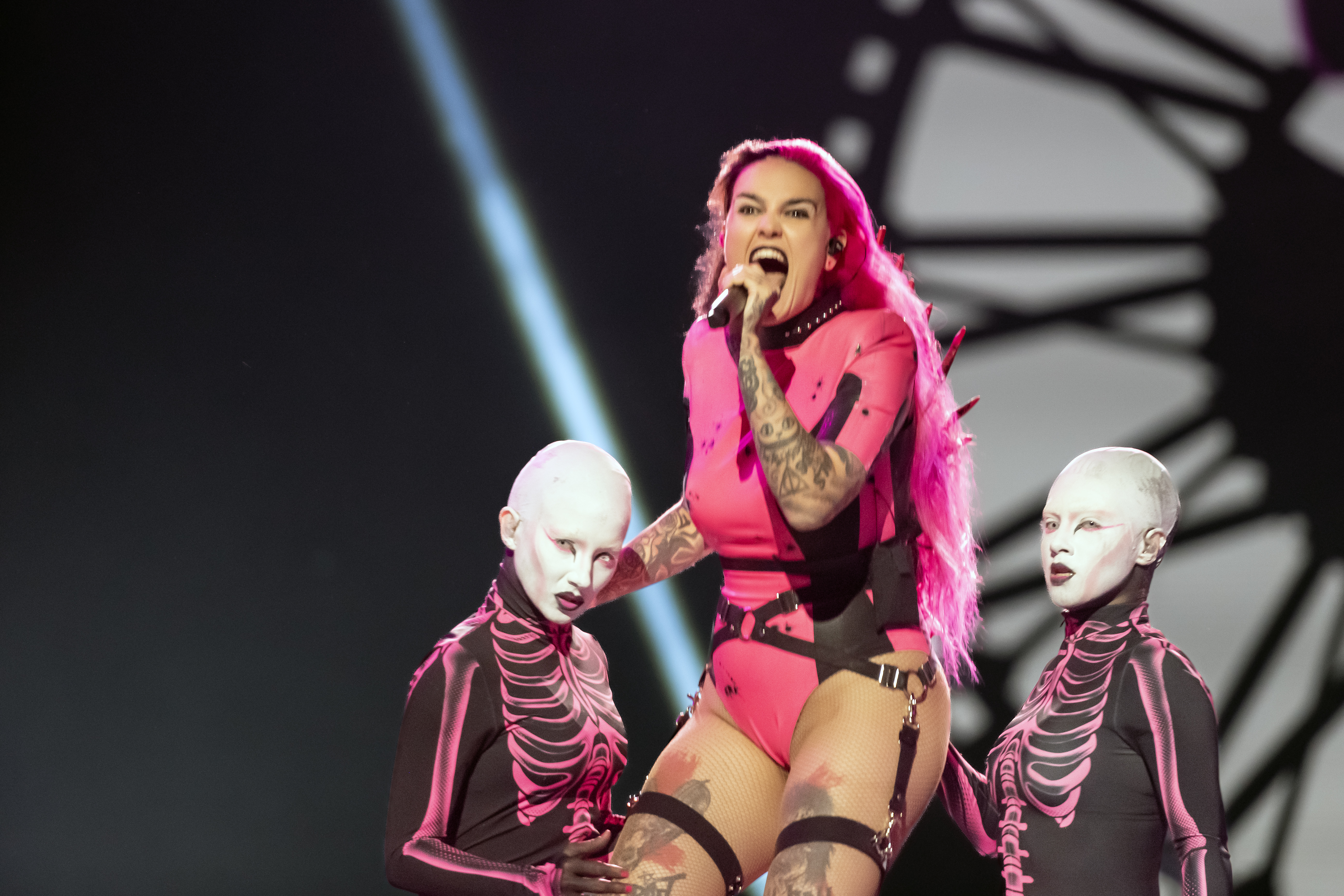
Megara в Мальме (2024)

## Статистика голосувань (2008–2025)
| № | Дано    | Дано | Отримано    | Отримано |
| № | Країни  | Бали | Країни      | Бали     |
| - | ------- | ---- | ----------- | -------- |
| 1 | Італія  | 150  | Албанія     | 18       |
| 2 | Греція  | 89   | Грузія      | 17       |
| 3 | Україна | 64   | Азербайджан | 16       |
| 4 | Швеція  | 62   | Греція      | 13       |
| 5 | Ізраїль | 59   | Польща      | 12       |

## Цікаві факти
- Результати голосування від Сан-Марино на Пісенному конкурсі «Євробачення-2015» оголошувала Валентина Монетта. Перед оголошенням 8, 10 і 12 балів вона виконала головні частинки її трьох пісень: «The Social Network Song (Oh Oh — Uh — Oh Oh)», «Crisalide (Vola)» та «Maybe» відповідно.

## Нотатки
1. ↑  Містить фрази турецькою мовою
2. ↑  Містить одне повторюване слово італійською мовою
3. ↑  Містить одну фразу англійською мовою